# RANS
Уравнения Рейнольдса (англ. RANS (Reynolds-averaged Navier–Stokes)) — уравнения Навье — Стокса (уравнения движения вязкой жидкости), осреднённые по Рейнольдсу. Выведены О. Рейнольдсом в 1895 году.
Используются для описания турбулентных течений. Метод осреднения Рейнольдса заключается в замене случайно изменяющихся характеристик потока (скорость, давление, плотность) суммами осреднённых и пульсационных составляющих.
В случае стационарного течения несжимаемой ньютоновской жидкости уравнения Рейнольдса записываются в виде:
{\displaystyle \rho {\bar {u}}_{j}{\frac {\partial {\bar {u}}_{i}}{\partial x_{j}}}=\rho {\bar {f}}_{i}+{\frac {\partial }{\partial x_{j}}}\left[-{\bar {p}}\delta _{ij}+\mu \left({\frac {\partial {\bar {u}}_{i}}{\partial x_{j}}}+{\frac {\partial {\bar {u}}_{j}}{\partial x_{i}}}\right)-\rho {\overline {u_{i}^{\prime }u_{j}^{\prime }}}\right].}
Переменные, осреднённые по времени, отмечены в этом уравнении чертой сверху, а пульсационные составляющие — апострофом. Левая часть уравнения (нестационарный член) описывает изменение количества движения жидкого объёма, вследствие изменения во времени осреднённой составляющей скорости. Это изменение компенсируется (см. правую часть уравнения) осреднёнными внешними силами {\displaystyle \rho {\bar {f}}_{i},} осреднёнными силами давления {\displaystyle -{\bar {p}}\delta _{ij}}, вязкостными силами {\displaystyle \mu \left({\frac {\partial {\bar {u}}_{i}}{\partial x_{j}}}+{\frac {\partial {\bar {u}}_{j}}{\partial x_{i}}}\right)}. Кроме того, в правую часть входят
кажущиеся напряжения (напряжения Рейнольдса, турбулентные напряжения) {\displaystyle \left(-\rho {\overline {u_{i}^{\prime }u_{j}^{\prime }}}\right)}, учитывающие дополнительные потери и перераспределение энергии в турбулентном потоке (по сравнению с ламинарным потоком).
Уравнения Рейнольдса описывают осреднённое по времени течение жидкости, их особенность (по сравнению с исходными уравнениями Навье — Стокса) заключается в том, что в них появились новые неизвестные функции, которые характеризуют кажущиеся турбулентные напряжения. Система уравнений Рейнольдса содержит шесть неизвестных и оказывается незамкнутой, в связи с чем для её решения приходится привлекать дополнительную информацию.
Весьма существенным является то обстоятельство, что напряжения Рейнольдса являются случайными величинами, поэтому в расчётах используют статистические данные об их величине (модели турбулентности), которые получают путём анализа результатов эксперимента. Также необходимо отметить, что напряжения Рейнольдса являются свойством течения (а не свойством жидкости), поэтому, если условия рассматриваемой задачи будут существенно отличаться условий, в которых были получены статистические данные о величине напряжений Рейнольдса, результаты расчёта могут оказаться качественно неверными. К настоящему времени разработано значительное количество моделей турбулентности различной сложности, позволяющих оценить (смоделировать) величину турбулентных напряжений в различных условиях.

## Другие методы
- Detached eddy simulation[англ.]
- LES, Метод крупных вихрей